# Coelichneumon flavitarsis
Coelichneumon flavitarsis är en stekelart som först beskrevs av Smith 1874.  Coelichneumon flavitarsis ingår i släktet Coelichneumon och familjen brokparasitsteklar. Inga underarter finns listade i Catalogue of Life.